# Rotterdam Jazz Artists Memorial
Het Rotterdam Jazz Artists Memorial (R†JAM) is een serie kunstwerken rond de Oude Binnenweg van Rotterdam die jazzmuzikanten uit deze stad herdenken. De gelijknamige stichting die het plaatsen van deze kunstwerken mede organiseert is opgericht na het overlijden van de jazzdrummer Tony Viola (†2008) met als doel de vergetelheid van Rotterdamse jazzmuzikanten te voorkomen. De portretten zijn rond de Oude Binnenweg geplaatst, waar vroeger het jazzpodium Negropalace Mephisto gevestigd was. Er worden regelmatig nieuwe werken bijgeplaatst. In 2024 is het album Jazz from R’JAM met muziek van de artiesten uit de kunstroute uitgebracht als langspeelplaat.

## Werken
| Jazzmuzikant    | Tekenaar                                 | Onthuld           | Locatie                             | Afbeelding |
| --------------- | ---------------------------------------- | ----------------- | ----------------------------------- | ---------- |
| David de Groot  | Wouter Tulp                              | 21 april 2014     | Oude Binnenweg 113                  |            |
| Dick Rijnooy    | Theo van den Boogaard                    | 21 april 2014     | Oude Binnenweg 115b / Jacobusstraat |            |
| Jaap Valkhoff   | Martin Valkhoff (zoon van Jaap Valkhoff) | 21 april 2014     | Oude Binnenweg 134                  |            |
| Rob Franken     | Jan Kruis                                | 21 april 2014     | Oude Binnenweg 121a                 |            |
| Tony Viola      | Louise Lagerweij                         | 21 april 2014     | Oude Binnenweg 102                  |            |
| Piet le Blanc   | Robert van der Kroft                     | 21 april 2014     | Oude Binnenweg 120                  |            |
| Louis de Vries  | Peter Pontiac                            | 31 augustus 2014  | Eendrachtsplein                     |            |
| Mitsey Smeekens | Lorens de Bruin                          | 13 september 2015 | Oude Binnenweg 115b /Jacobusstraat  |            |
| Nico de Rooy    | Martin Lodewijk                          | 13 september 2015 | Eendrachtsplein                     |            |
| Piet Noordijk   | Dick Matena                              | 13 september 2015 | Oude Binnenweg 132 /Mauritsstraat   |            |
| Rita Reys       | Wilbert Plijnaar (neef van Rita Reys)    | 20 oktober 2017   | Oude Binnenweg 117b /Jacobusstraat  |            |
| Meijer Wery     | Joost Swarte                             | 20 oktober 2017   | Oude Binnenweg 105                  |            |
| Annie de Reuver | Erik Kriek                               | 18 mei 2018       | Oude Binnenweg 120                  |            |